# Fuchuan (köpinghuvudort i Kina, Shaanxi, lat 33,00, long 106,69)
Fuchuan är en köpinghuvudort i Kina. Den ligger i provinsen Shaanxi, i den nordvästra delen av landet, omkring 250 kilometer sydväst om provinshuvudstaden Xi'an. Antalet invånare är 10 145. Befolkningen består av 5 045 kvinnor och 5 100 män. Barn under 15 år utgör 15,0 %, vuxna 15-64 år 72 %, och äldre över 65 år 12,0 %.
Runt Fuchuan är det ganska tätbefolkat, med 166 invånare per kvadratkilometer. Närmaste större samhälle är Xinji, 12,2 km öster om Fuchuan. I omgivningarna runt Fuchuan växer i huvudsak blandskog.
Genomsnittlig årsnederbörd är 1 225 millimeter. Den regnigaste månaden är juli, med i genomsnitt 292 mm nederbörd, och den torraste är december, med 2 mm nederbörd.